# Prosopocera decellei
Prosopocera decellei är en skalbaggsart som beskrevs av Stefan von Breuning 1968. Prosopocera decellei ingår i släktet Prosopocera och familjen långhorningar. Inga underarter finns listade i Catalogue of Life.